# Frances Arnold
Frances Hamilton Arnold (uttal: [ɑ:ʹrnəld]), född 25 juli 1956 i Pittsburgh, Pennsylvania, är en amerikansk biokemist och ingenjör. Hon tilldelades Nobelpriset i kemi 2018 för "riktad evolution av enzymer".

## Biografi

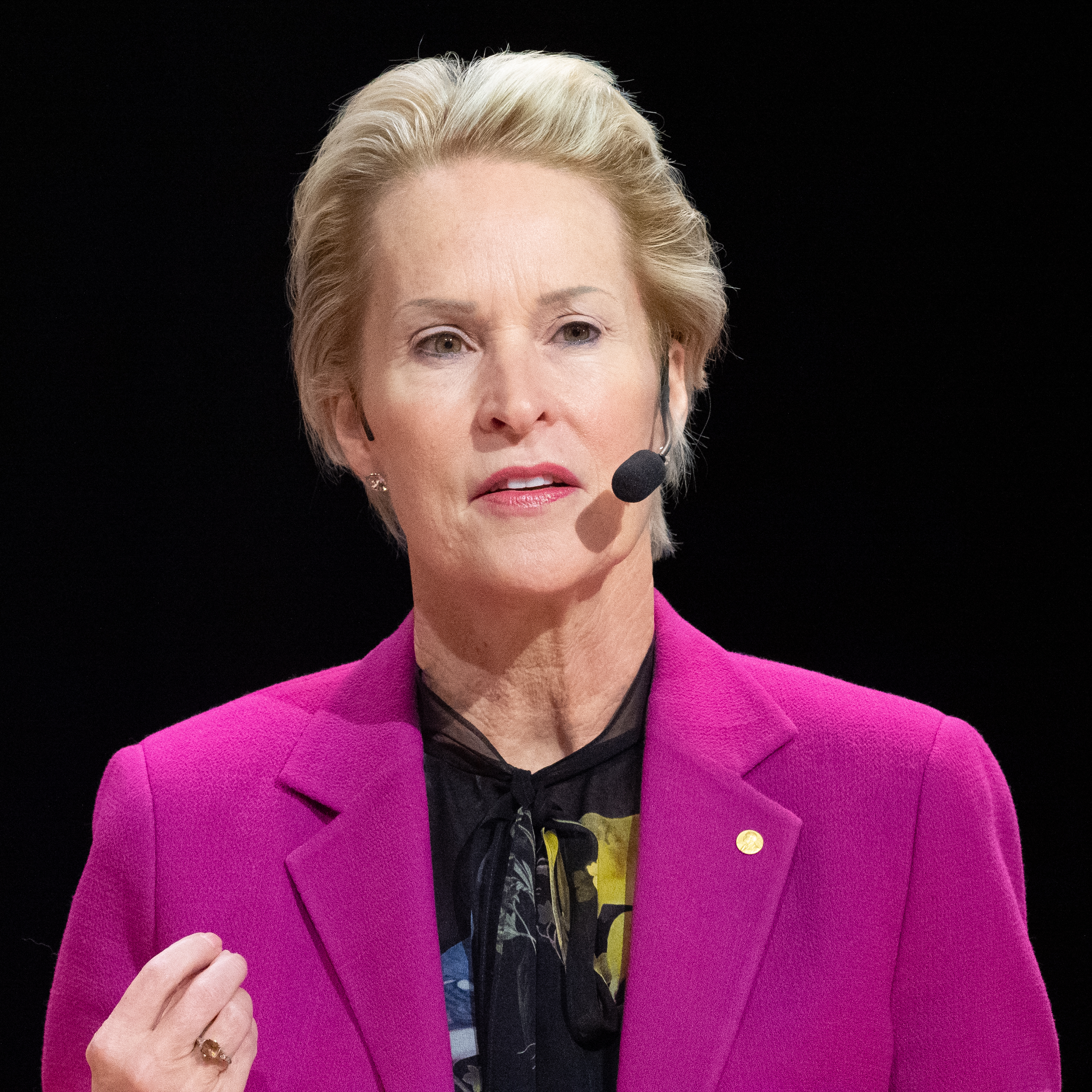
Frances Arnold under Nobelpresskonferens i Stockholm, december 2018

Arnold har doktorsexamen från University of California, Berkeley, avlagd 1985. Sedan år 2000 uppbär hon en professorstjänst i kemiteknik, bioteknik och biokemi vid Caltech.
Hon har genom formgivning av enzymer gjort stora insatser i utvecklingen av läkemedel, liksom inom kemi i stort. De metoder som hon utvecklat frångår den vanliga metoden med datorsimuleringar i hopp om att optimera funktionen hos enzymer; istället framkallar hon mutationer hos de gener som kodar för respektive gener. Sedan kan man med hennes metod välja ut varianter av enzym med den önskade egenskapen.
Genom Arnolds metod, som handlar om riktad evolution, kan en effektiv isolering av enzymvarianter åstadkommas. Exempel på lämpliga användningsområden är syntetisering av nya läkemedel, liksom för biobränslen.
Arnolds upptäckter och insatser belönades tillsammans med George P. Smith och Gregory P. Winter med Nobelpriset i kemi 2018. 

## Priser och utmärkelser
- 2025 – Priestleymedaljen[4]
- 2023 – Perkinmedaljen[5]
- 2018 – Nobelpriset i kemi
- 2017 – Raymond and Beverly Sackler Prize in Convergence Research
- 2017 – Spiegelman Lecture, University of Illinois[6]
- 2017 – Society of Women Engineers Achievement Award[7]
- 2016 – Hedersdoktor, University of Chicago[8]
- 2016 – Millenniumpriset för teknologi[9]
- 2015 – Elmer Gaden Award, Biotechnology and Bioengineering[8]
- 2014 – Golden Plate Award, Academy of Achievement[8]
- 2013 – ENI Prize in Renewable and Nonconventional Energy[10]
- 2013 – Hedersdoktor, Stockholms universitet[11]
- 2013 – National Medal of Technology and Innovation[12]
- 2011 – Charles Stark Draper Prize[13]
- 2011 – American academy of art and science[8]
- 2007 – FASEB Excellence in Science Award[8]